# Bundesautobahn 480
De Bundesautobahn 480 (BAB480), ook wel A480 genoemd, is een onderbroken autosnelweg in de Duitse deelstaat Hessen. Het westelijke deel loopt bij Wetzlar en heeft een lengte van slechts drie kilometer. De functie is hier vooral het verbinden van de stad met de A45. Het oostelijke deel, dat tevens het Europese wegnummer E40 draagt, loopt bij Gießen en vormt daar deels de noordelijke ringweg van die stad en sluit verderop aan op de A5.
Beide gedeeltes van de A480 maakten oorspronkelijk deel uit van de A48 (Daun-Gießen).